# Gisèle Fixe
Gisèle Fixe est une soprano française, élève d'Elisabeth Schwarzkopf.

## Biographie
Après un CAPES de Musique, un 1er Prix de Chant du Conservatoire royal de Bruxelles, des études auprès d’Udo Reinemann à Utrecht, elle suit la master-class d’Elizabeth Schwarzkopf, qui la présente au Festival de Strasbourg. Elle obtient ensuite un 2e Prix au Concours international de Paris et est lauréate de la Fondation Yehudi Menuhin.
Elle enseigne en classe de chant au conservatoire du 7e arrondissement de Paris.
Gisèle Fixe est professeur de chant des Petits Chanteurs de Passy depuis 2011.